# Metropolia Onitsha
Metropolia Onitsha – jedna z 9 metropolii kościoła rzymskokatolickiego w Nigerii. Została ustanowiona 18 kwietnia 1950.

## Diecezje
- Archidiecezja Onitsha
  - Diecezja Abakaliki
  - Diecezja Aguleri
  - Diecezja Awgu
  - Diecezja Awka
  - Diecezja Ekwulobia
  - Diecezja Enugu
  - Diecezja Nnewi
  - Diecezja Nsukka

## Metropolici
- Charles Heerey (1950-1967)
- Francis Arinze (1967-1985)
- Stephen Nweke Ezeanya (1985-1995)
- Albert Kanene Obiefuna (1995-2003)
- Valerian Maduka Okeke (od 2003)